# La Alcornocosa
La Alcornocosa es una localidad española del municipio de El Castillo de las Guardas, perteneciente a la provincia de Sevilla, en la comunidad autónoma de Andalucía.

## Historia
Hacia mediados del siglo XIX, el lugar, ya por entonces perteneciente al Castillo de las Guardas, tenía contabilizada una población de 79 habitantes. La localidad aparece descrita en el primer volumen del Diccionario geográfico-estadístico-histórico de España y sus posesiones de Ultramar de Pascual Madoz de la siguiente manera:

ALCORNOCOSA: ald. de la prov. de Sevilla y ayunt. del Castillo de las Guardas (V.), á cuya igl. parr. corresponde: pobl.: 21 vec.: 79 alm.
(Madoz, 1845, p. 465)

En 2022, la entidad singular de población tenía empadronados 58 habitantes y el núcleo de población 41 habitantes.